# 毛里塔尼亚
毛里塔尼亚伊斯兰共和国（阿拉伯语：الجمهورية الإسلامية الموريتانية），通稱毛里塔尼亞（阿拉伯语：موريتانيا），是位於西非的國家，也是非洲的马格里布阿拉伯国家之一。与阿尔及利亚、馬利、塞内加尔和西撒哈拉争议地区接壤。

## 中文名稱
中华民国將其音譯為「茅利塔尼亞」，簡稱「茅國」；中华人民共和国將其音譯為「毛里塔尼亚」，簡稱「毛塔」。

## 历史
毛最早的居民是巴富尔黑人民族。北非柏柏尔人迁入毛北部。 7世纪阿拉伯人传入伊斯兰教，10世纪北非的穆拉比特王朝统治毛大部分地区。12世纪后毛里塔尼亚南部先后成为马里和桑海帝国的外省。15世纪开始，先後被葡萄牙、荷蘭和英国殖民。1912年成为法国殖民地；1920年成为法属西非洲的一部分；1957年获得半自治共和国地位；1958年成为法兰西共同体的一个自治共和国；1960年11月28日宣布独立，改名毛里塔尼亚伊斯兰共和国，并退出共同体。独立后经历多起政变。

## 政治

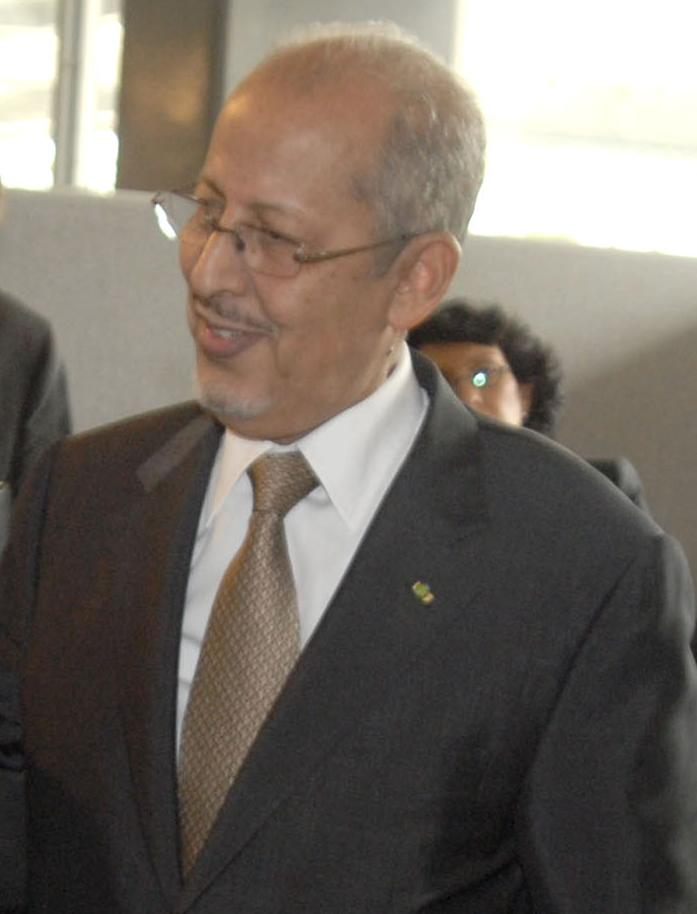
前任毛里塔尼亞總統西迪·乌尔德·谢赫·阿卜杜拉希

獨立初期曾實行過多黨制。達達赫執政時期，實行一黨制，後因西撒哈拉問題被推翻。1978年軍人執政後取締一切政黨。1991年8月，總統塔亞頒佈政黨法，開始實行多黨制。2005年8月瓦爾政變後，宣佈完全開放黨禁。伊斯蘭教法在毛里塔尼亞司法體制中起著決定性的作用。
目前政府承認的合法政黨共30個，主要有：
- 民主社會共和黨（Parti Républicain Démocratique et Social－PRDS），1991年8月28日成立。為執政黨，共有黨員45萬。該黨在政治上支援塔亞，主張推行多元化政治和民主制度，維護民族團結；鼓勵私營經濟，改善人民生活；發展睦鄰友好，捍衛國家領土和主權；主張普及教育，號召全民學習知識。《共和周刊》（AlJoumhouria）爲黨的機關刊物。
- 民主進步聯盟（Union pour la Démocratie et le Progrès簡稱UDP），1993年6月11日成立，是總統多數派政黨之一。黨主席娜哈·曼特·穆克納斯（Naha Mint Mouknass）。
- 民主團結聯盟（Rassemblement pour la Démocratie et l'Unité－RDU），1991年8月28日成立，是總統多數派政黨之一。黨主席阿赫邁德·烏爾德·西迪·巴巴（Ahmed Ould Sidi Baba）。

其他主要政黨有：進步力量聯盟（Union des Forces du Progrès-UFP）、民主力量联盟（Rassemblement des Forces Démocratiques-RFD）、茅利塔尼亞革新與協調黨（Parti Mauritanien pour le Renouveau et la Concorde－PMRC）、社會民主人民聯盟（Union Populaire Socialiste et Démocratique）、民主正義黨(Parti pour la Justice Démocratique－PJD）、人民進步聯盟（Alliance Populaire Progressiste－APP）等。
2005年8月3日，总统卫队趁总统塔亚不在国内之际发动军事政变，宣布成立“民主与公正军事委员会”。8月4日，民主与公正军事委员会宣布解散国民议会，并将军事委员会宪章添加到宪法中。8月6日，民主与公正军事委员会通过了过渡期权力宪章。8月10日，民主与公正军事委员会组成了过渡政府，总理为布巴卡尔。
2006年6月25日，毛里塔尼亚就修改宪法条款举行全民投票，以确保国家政权顺利实行民主过渡。11月19日，毛里塔尼亚举行议会和市政选举。2007年3月11日，举行总统选举。阿卜杜拉希和艾哈迈德·达达赫进入第二轮。3月25日，举行总统选举第二轮投票。阿卜杜拉西当选总统。4月20日，总统阿卜杜拉希任命扎因·扎伊丹为总理。
2008年8月6日，毛里塔尼亚发生军事政變，总统阿卜杜拉希和总理瓦格夫被扣押。其後部份軍人成立了軍政府国务委员会。军政府於8月11日释放了总理瓦格夫和内政部长等4人，但总统阿卜杜拉希仍被软禁在首都努瓦克肖特。国务委员会在8月12日通过法令规定，军队将遵照宪法通过国务委员会集体领导行使总统权力，有权任命政府总理和各部部长。毛里塔尼亚军政权国务委员会8月14日发布命令，任命穆拉耶·烏爾德·穆罕默德·拉格達夫为新总理。2009年7月18日舉行總統選舉，政變領導者穆罕默德·乌尔德·阿卜杜勒·阿齐兹當選。

## 地理

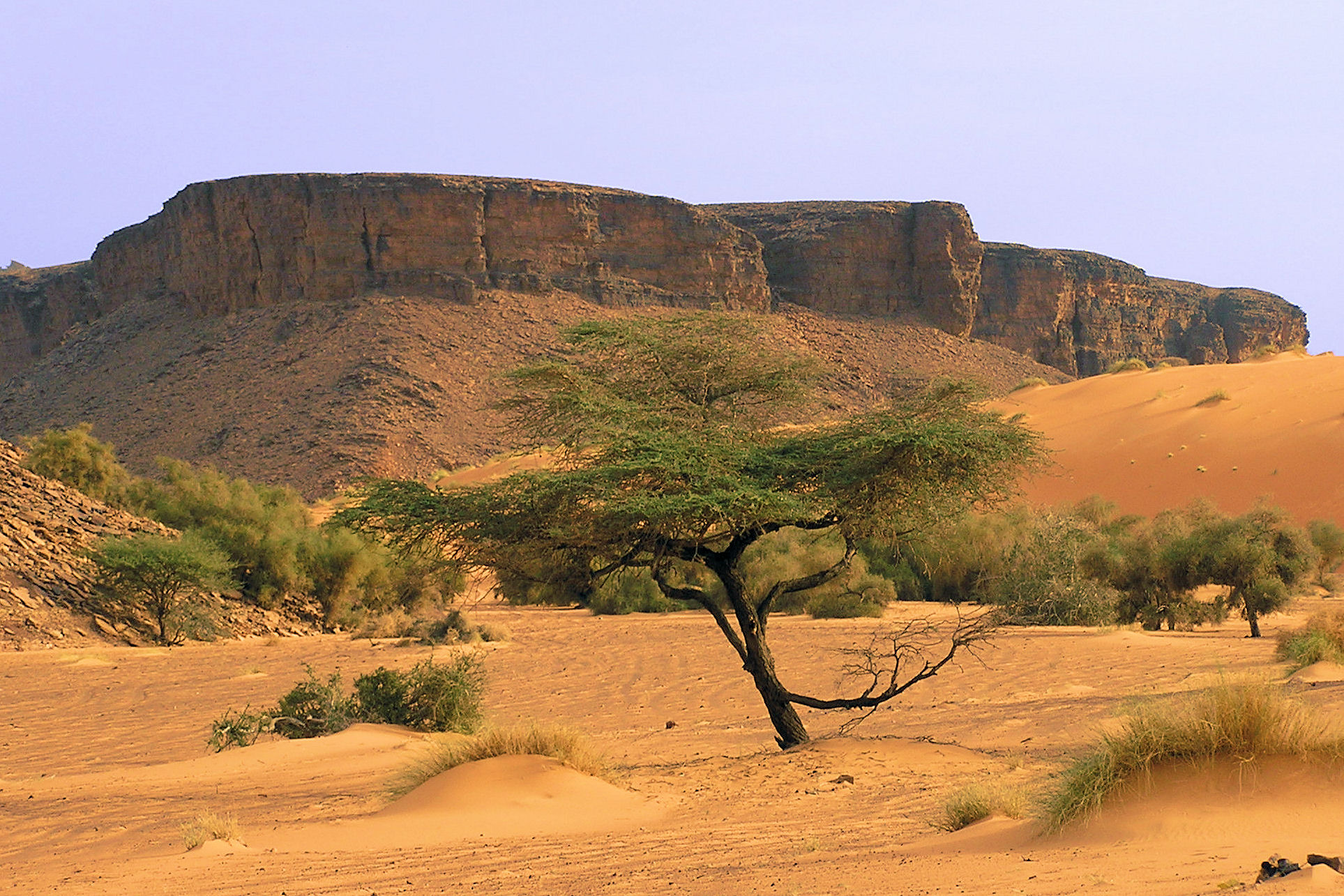
阿德拉爾省沙漠區

毛里塔尼亞在非洲聯盟的位置

西瀕大西洋，東與馬利接壤，南與塞內加爾交界，北與摩洛哥、阿爾及利亞相連之茅利塔尼亞原為法國殖民地，面積103萬0700平方公里，1988年宣佈12海哩領海水域和200海哩專屬經濟區水域。全境內有一半國土屬撒哈拉沙漠，境內唯一常年性河流為西南邊境之塞內加尔河及其支流。
热带沙漠气候；氣候炎熱乾旱，最冷月均溫仍達攝氏20度以上，3月到4月間並有沙塵暴，生活條件惡劣。
雨量由南向北遞減，東部和北部地區因雨量稀少幾乎無地表水，年降水量100－50毫米以下，西南边境塞内加尔河一带年降水量可达400毫米以上，草原茂盛。

## 行政區劃

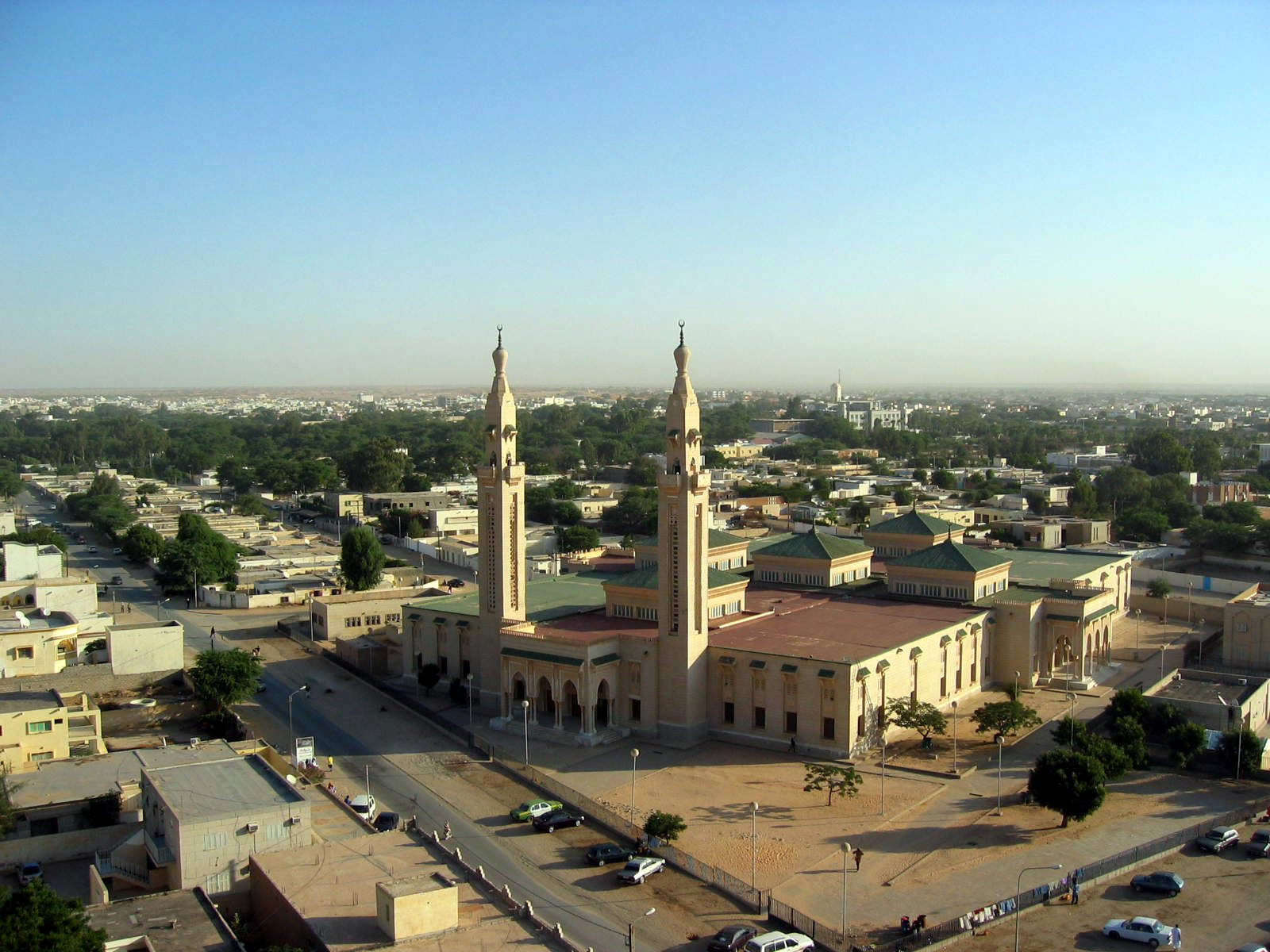
首都諾克少

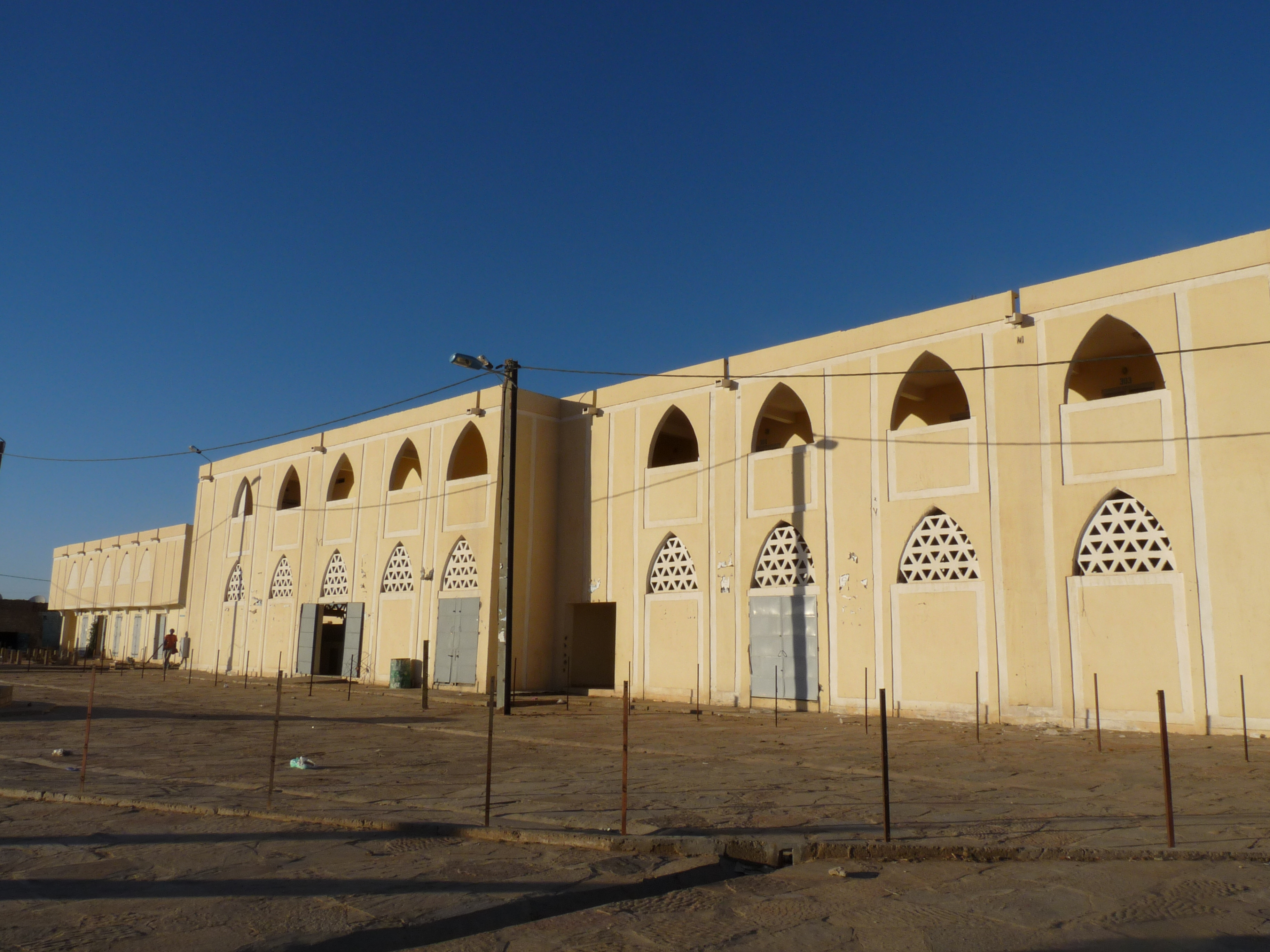
Atar市場

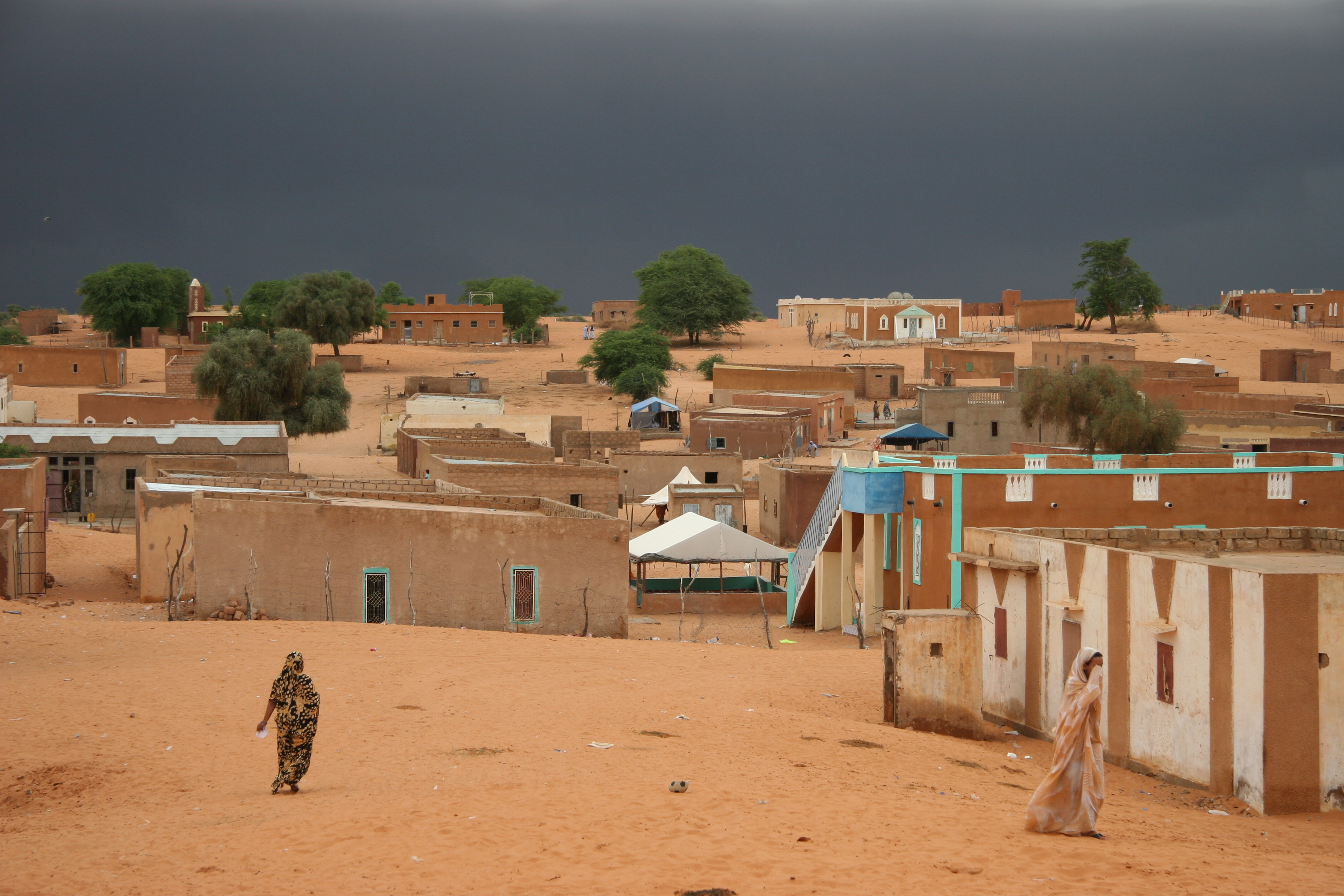
Bareina鎮

全國行政區劃一級為地區（region），二級為省（department），三級為市鎮（Commune）；截至2014年，共有地區15個、省55個、市鎮216個。
1. 阿德拉爾省（Adrar）
2. 阿薩巴省（Assaba）
3. 布拉克納省（Brakna）
4. 達赫萊特·努瓦迪布省（Dakhlet Nouadhibou）
5. 戈戈爾省（Gorgol）
6. 吉迪馬卡省（Guidimaka）
7. 東霍德省（Hodh Ech Chargui）
8. 西霍德省（Hodh El Gharbi）
9. 因奇利省（Inchiri）
10. 首都諾克少（Nouakchott）
11. 塔崗省（Tagant）
12. 提利斯·賽穆爾省（Tiris Zemmour）
13. 特拉薩省（Trarza）

## 經濟
世界銀行認定的重債窮國，由於乾旱，主要的農業活動以畜牧業為主，耕地僅限於塞內加爾河沿岸及沙漠綠洲，主要農作物為粟、椰棗、稻米及玉米。稻米為茅利塔尼亞人主食，因耕地有限，糧食無法自給自足，需仰賴進口。
以往鐵礦之開採係茅利塔尼亞之主要外匯來源，其出口值佔出口總值之一半，惟自1980年後隨著需求減少及價格下滑，鐵礦出口值有逐年遞減現象，反觀漁業產品之出口值則逐年遞增，1995年漁產品出口值佔茅利塔尼亞總出口值之57%，已成為茅利塔尼亞最重要之經濟活動。
由於資源有限再加上氣候因素，茅利塔尼亞經濟並不發達，國民平均所得僅約400美元。1980年後隨著外匯收入之減少、乾旱及不當的經濟政策，儘管外資投資金額佔國內生產毛額的36%，但整體之年經濟成長率僅有2%，再加上大量舉債結果，外債金額不斷增加，迄1995年已達25億美元。1996年茅利塔尼亞全國預算收入為3億2900萬美元，支出為2億6500萬美元，通貨膨脹率4.7%，失業率達23%。為解決日益嚴重的經濟危機，目前茅利塔尼亞政府已與世界銀行、國際貨幣基金及主要援助國討論並決定採行整合性經濟財政政策，力求總體經濟面之穩定，短期內藉由削減不必要的支出、消除貿易障礙、增進市場透明自由化、加強對資源之管理，以抑制外債金額繼續增加危及物價之穩定。
毛里塔尼亚也有奴隶制残余，祖先是阿拉伯人的摩尔人是貴族。

## 人口
近336萬（2012年人口普查結果），平均壽命61歲（2011年估计）。
民族組成為40%的白摩爾人（為阿拉伯－柏柏爾血統，属于高加索人种地中海类型），另外黑摩爾人（阿拉伯文化語言傳統的哈拉廷人）和非洲黑人各佔30%。主要部族是圖庫勒族、頗爾族、索寧克族、沃洛夫族和班巴拉族 。
在1968年至1991年，阿拉伯语和法语皆为毛里塔尼亚的官方语言，但1991年頒佈的新憲法規定，伊斯蘭教為國教，阿拉伯語爲官方語言，法語则成爲通用語言。其他民族語言有哈桑語、布拉爾語、索寧克語和沃洛夫語。識字率為37%。其中男性識字人口佔男性總人口之50%，女性僅佔26%。
國民中有高達75%居住於都市地區如首都諾克少、西北部之諾瓦迪布（Nouadhibou）及塞內加爾河沿岸地區。另外25%之民眾則過著游牧生活，因氣候炎熱乾燥，生活條件惡劣。

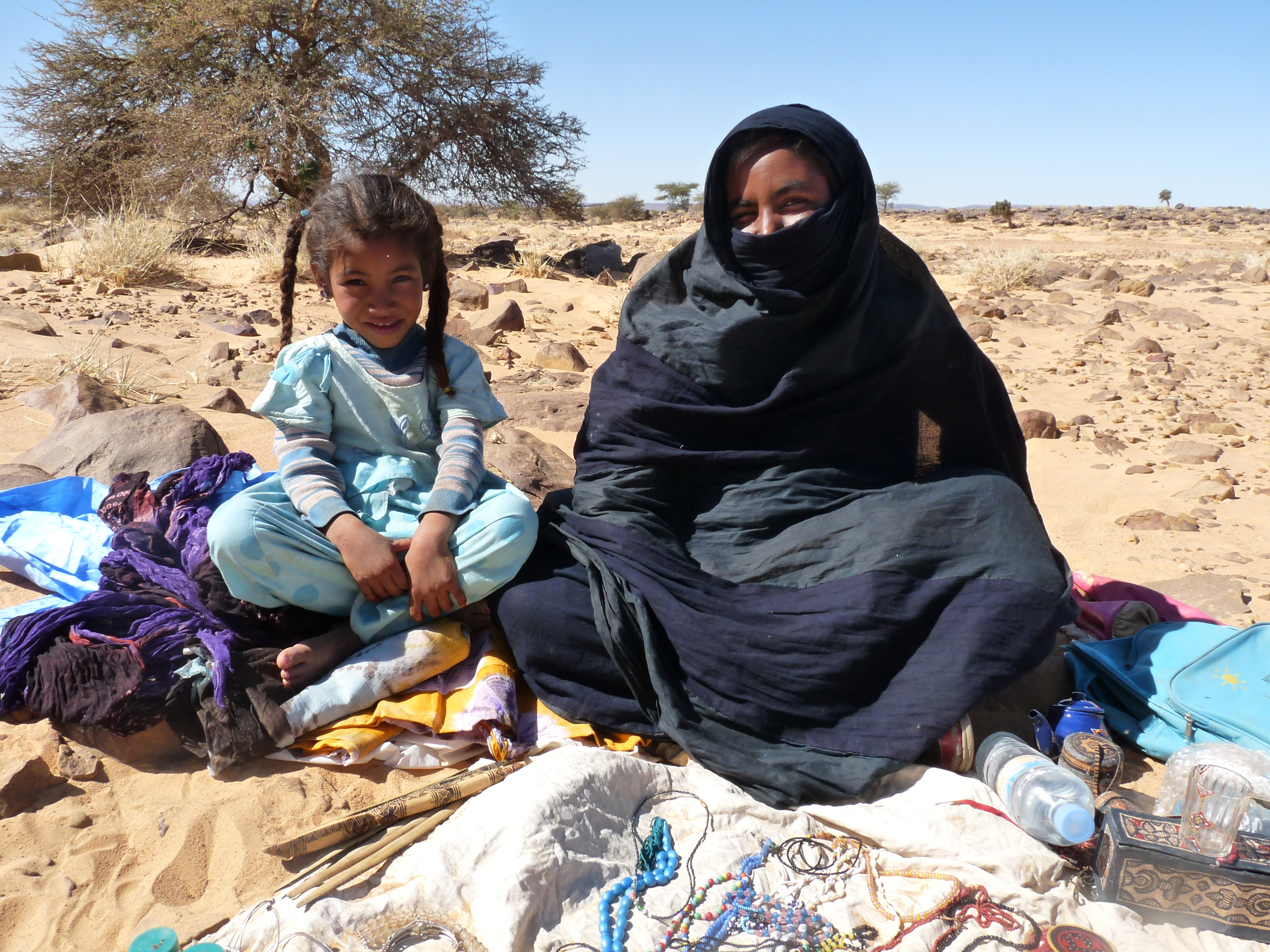
一个摩尔人家庭。

## 文化

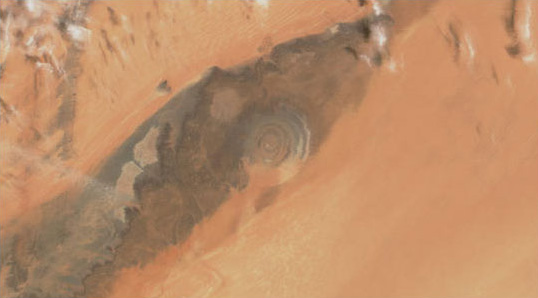
巨大的撒哈拉之眼空拍

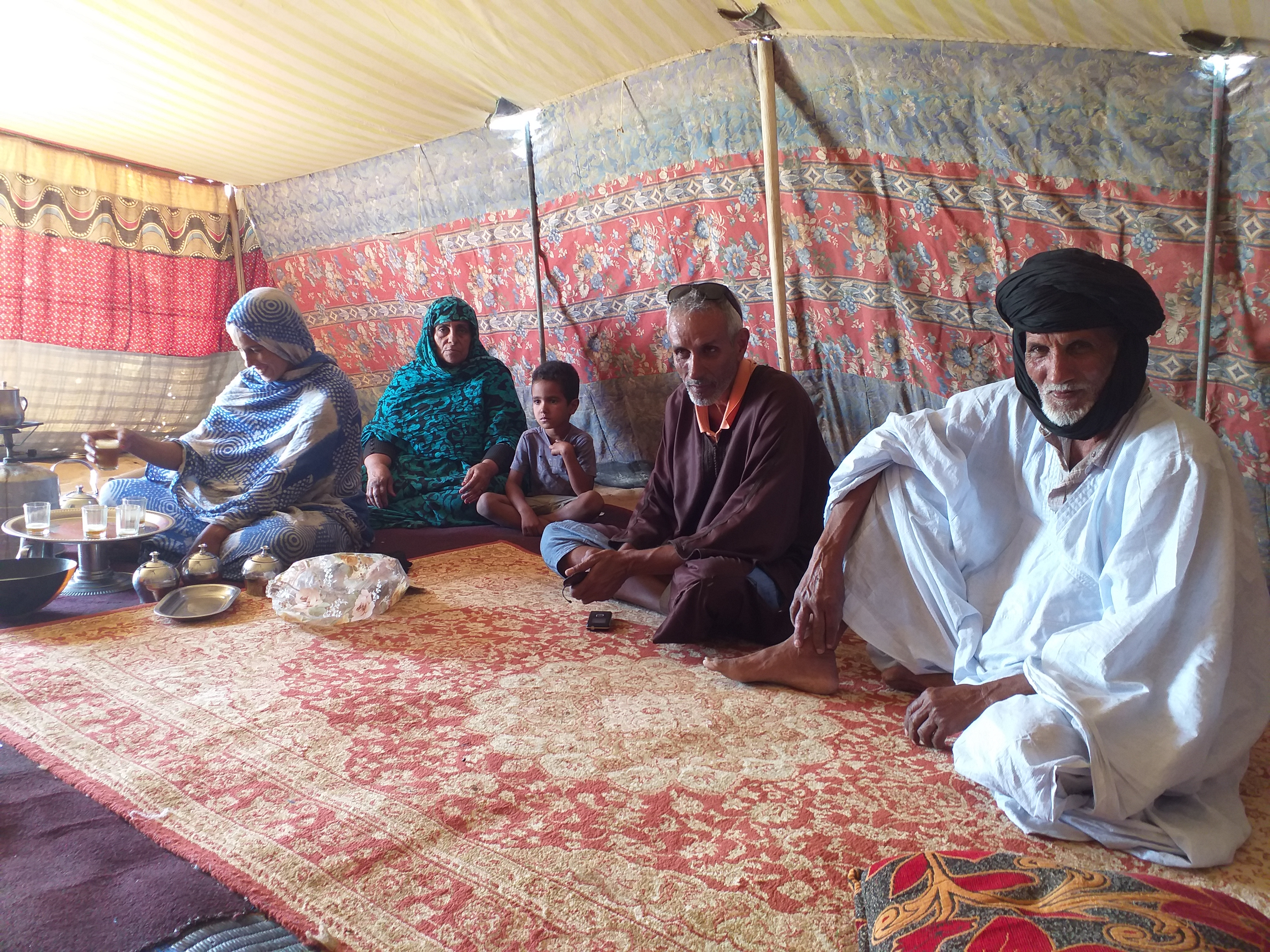
毛里塔尼亚摩尔人

毛里塔尼亚是一个传统上的伊斯兰国家，沙里亚法影响巨大，毛里塔尼亚的穆斯林不食猪肉、不饮酒。因阿拉伯语是各部族之间的通用语言，故属于阿拉伯国家。与摩洛哥等马格里布国家一样，该地的居民早期也被欧洲人称为“摩爾人”。摩尔人分为阿拉伯半岛后裔的“白摩尔人”和黑人血统的“黑摩尔人”。他們女兒的婚事都是由母親做主，父親不能干預。小夥子看中哪位姑娘，男方母親便帶禮物到姑娘的母親那提親，姑娘的母親如同意婚事便定下來。婚禮時，新郎身嶄新白色或藍色的肥大長袍，頭上纏一條長達三米多的白頭巾。新娘穿著色澤鮮豔的花裙子，頭上纏同裙子一色的布圍巾。婚禮結束後，夫婦共度一星期，便各自回父母家。兩個月後，再共同生活幾天，隨後再分開。這樣持續兩年時間。然後，新郎同親朋好友一道，牽著數頭駱駝來到新娘家，將新娘接回去。從此互不分開。過去，茅利塔尼亞人結婚都很早，女孩十多歲就出嫁。婚後每隔幾天回娘家，將新婚各種事情講述給母親，母親則仔細教導她。兩年後，新娘長大成人，分居兩地生活結束。
毛里塔尼亚的摩爾人女人審美觀是腰身粗、脖子短、臀部突出、乳房高聳。肥胖女人是財富的象徵。小夥子娶肥胖超群的妻子，其婚禮必然異常隆重，親人會遠道趕來一睹新娘芳容。母親總是競相研究肥胖之道。富貴人家女子，從七八歲開始，每日喝羊奶，吃富含脂肪的食物，很少參加戶外活動，由女僕人在身上抹油脂。普通人家父母要求女兒喝下大量駱駝的駱駝奶。此外，女孩幾乎每天還要定時脫去衣服在軟沙上轉動打滾， 將身體上凹凸不平的地方磨平，只見肉不見骨。

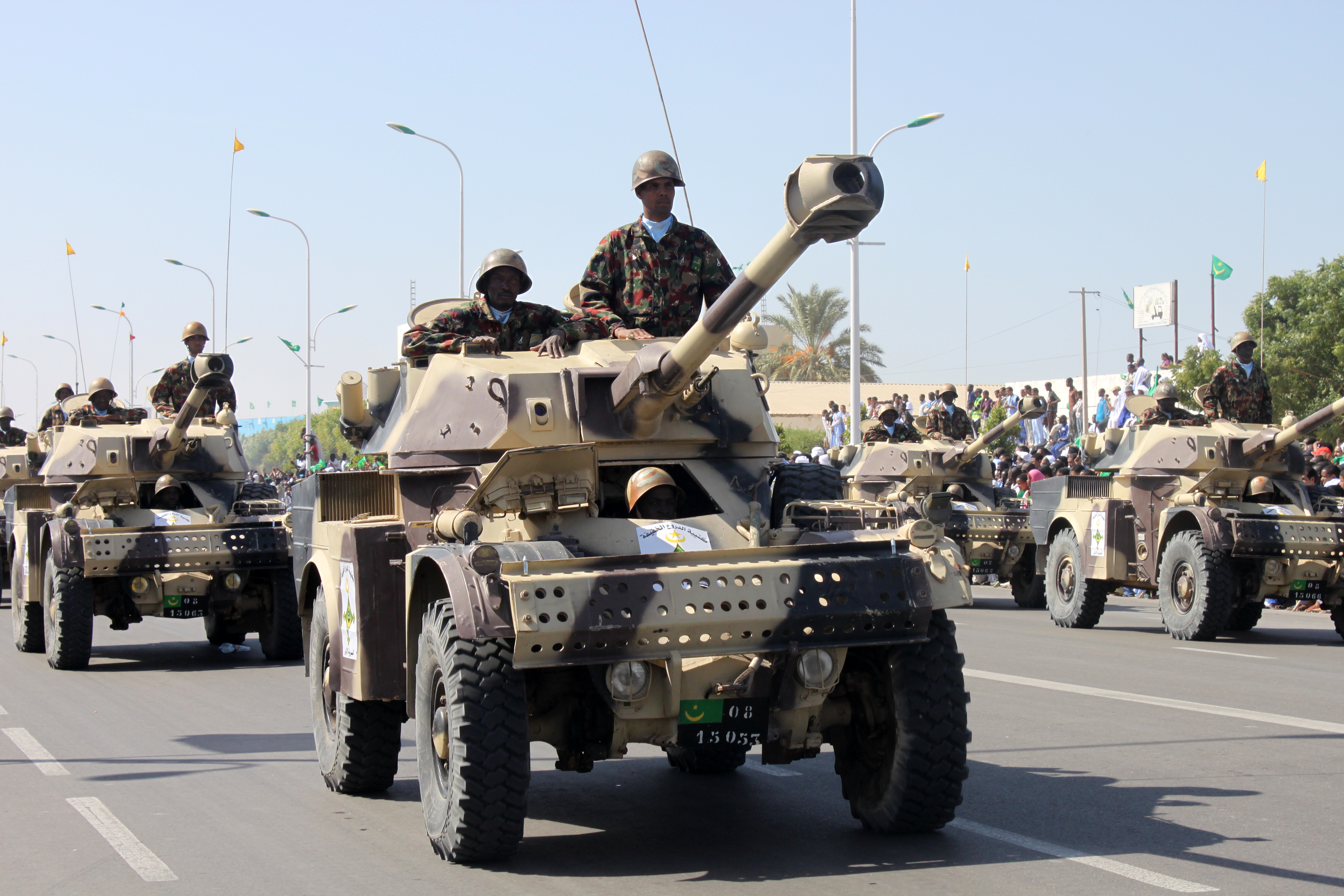
毛里塔尼亚陸軍
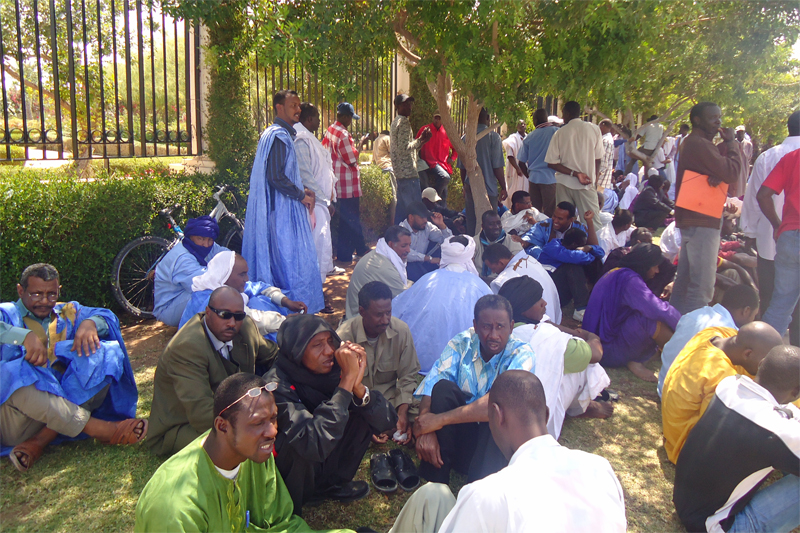
首都貧民區街頭
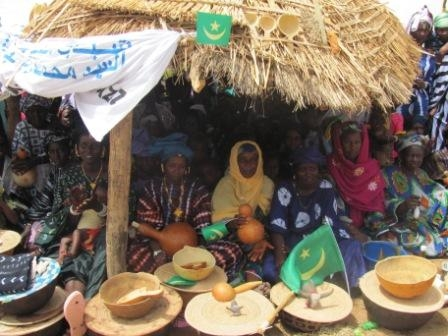
草帽編織業
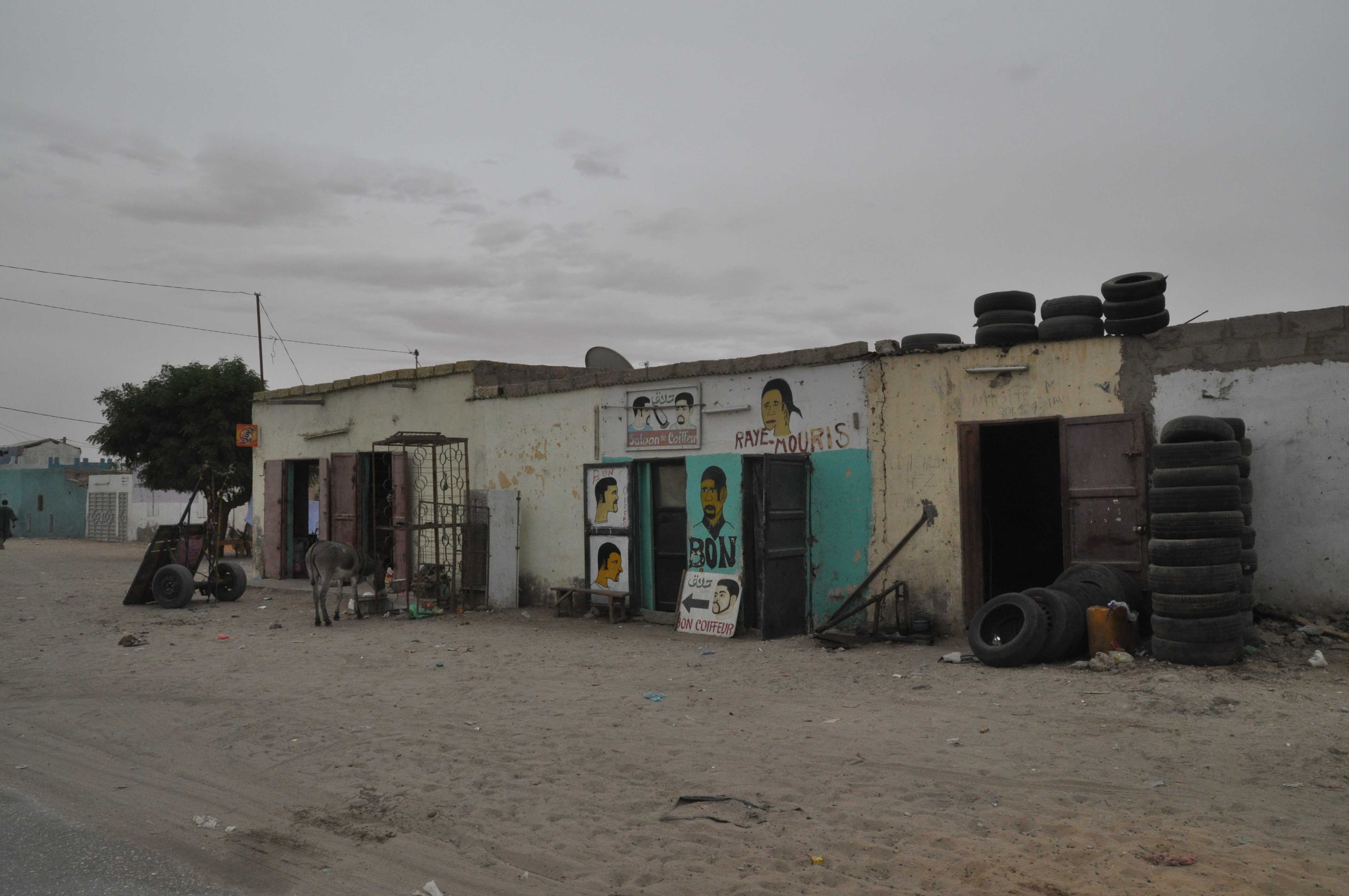
塔甘特省農具店
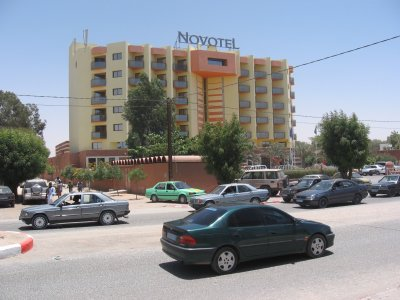
努瓦克肖特大飯店
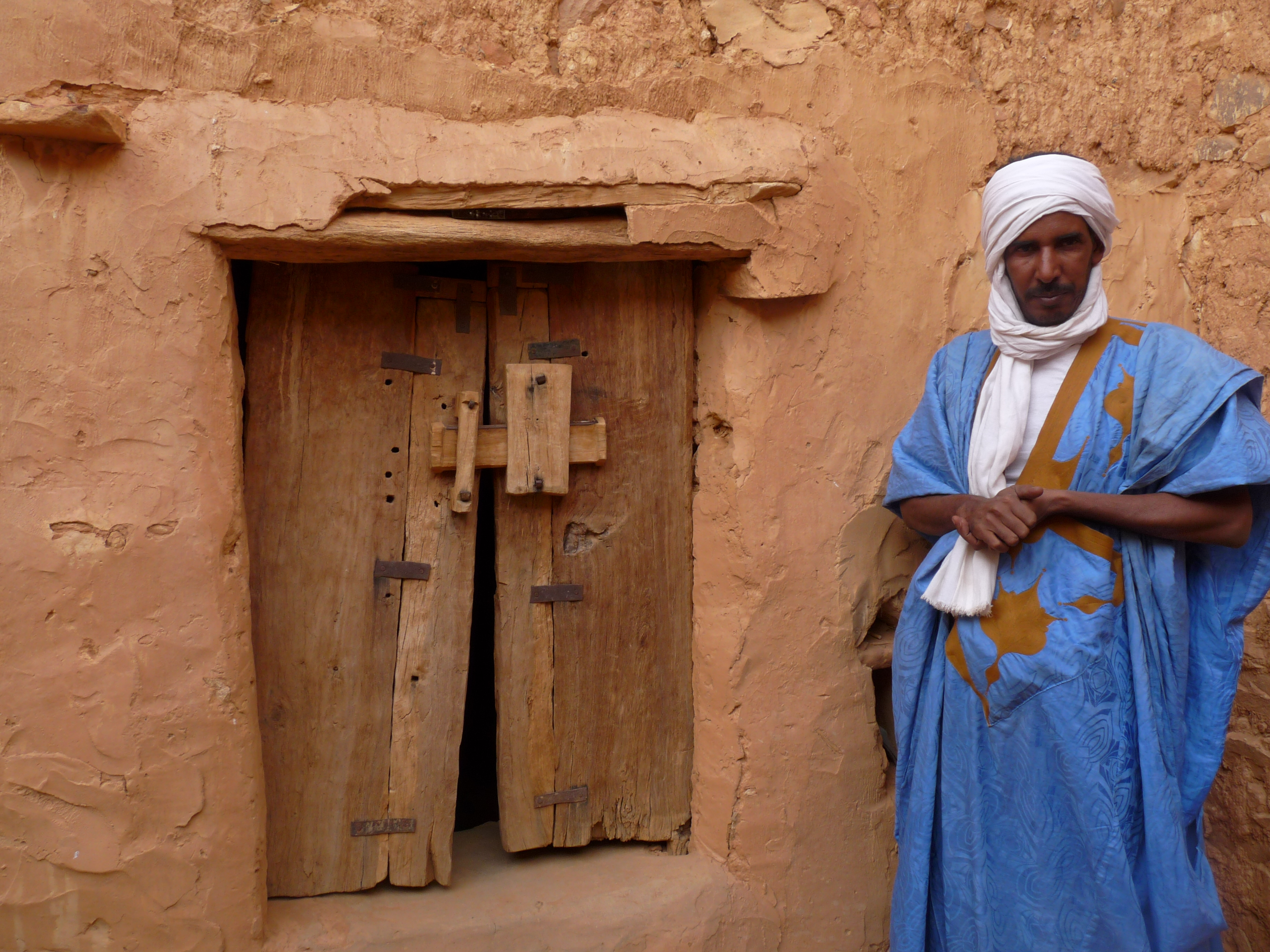
塞內加爾邊界的社區房屋
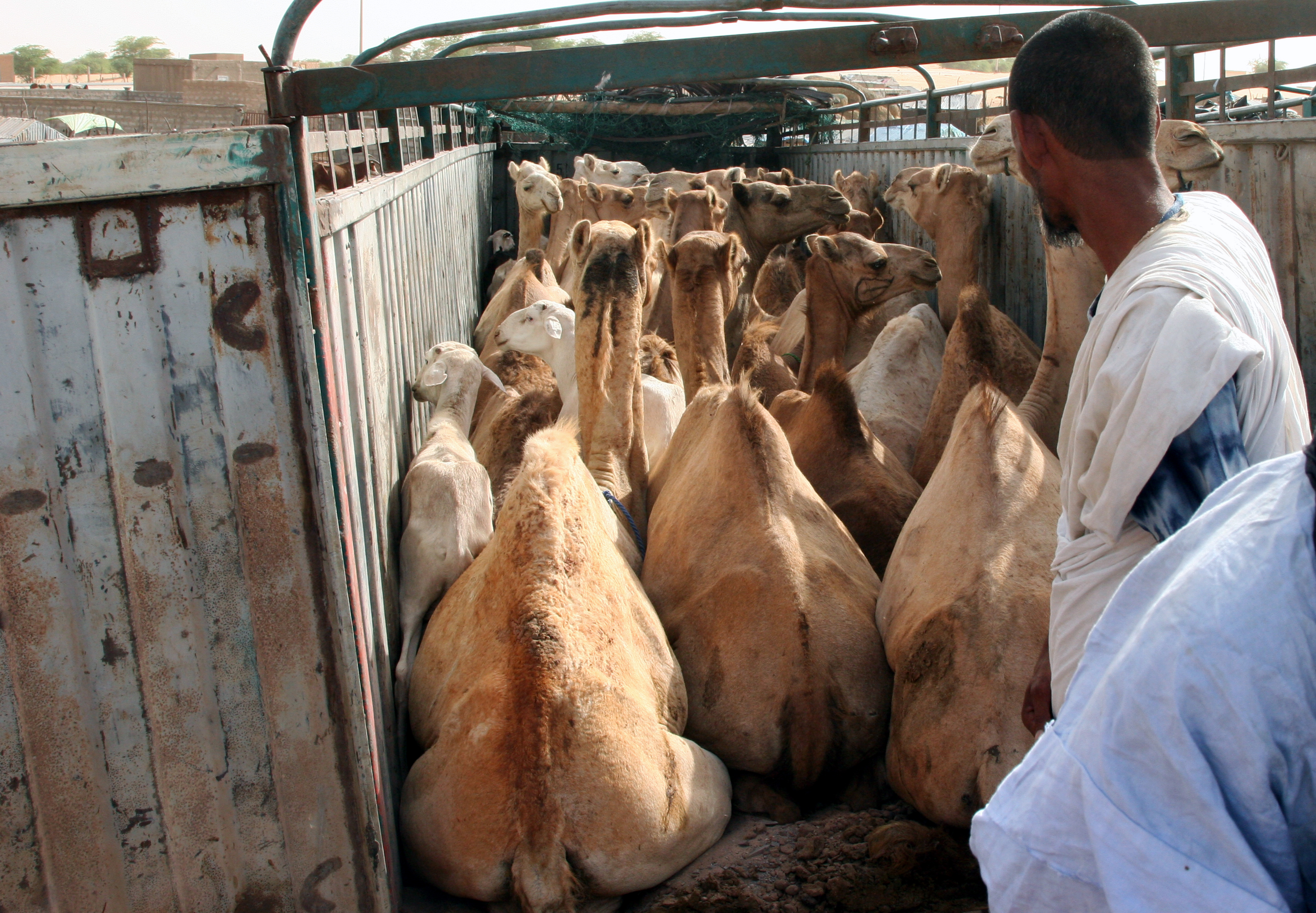
駱駝養殖業
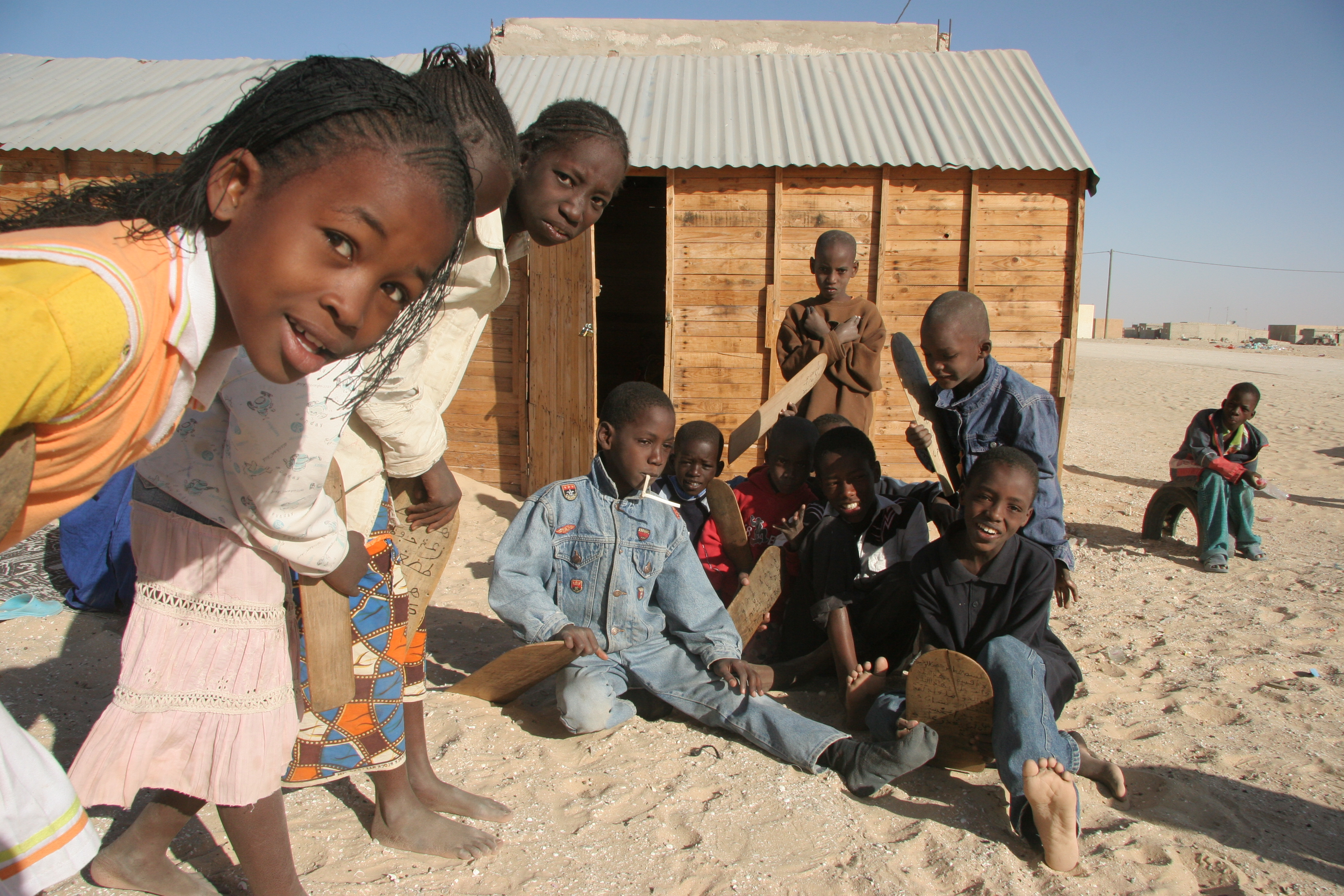
塔甘特省農村小學
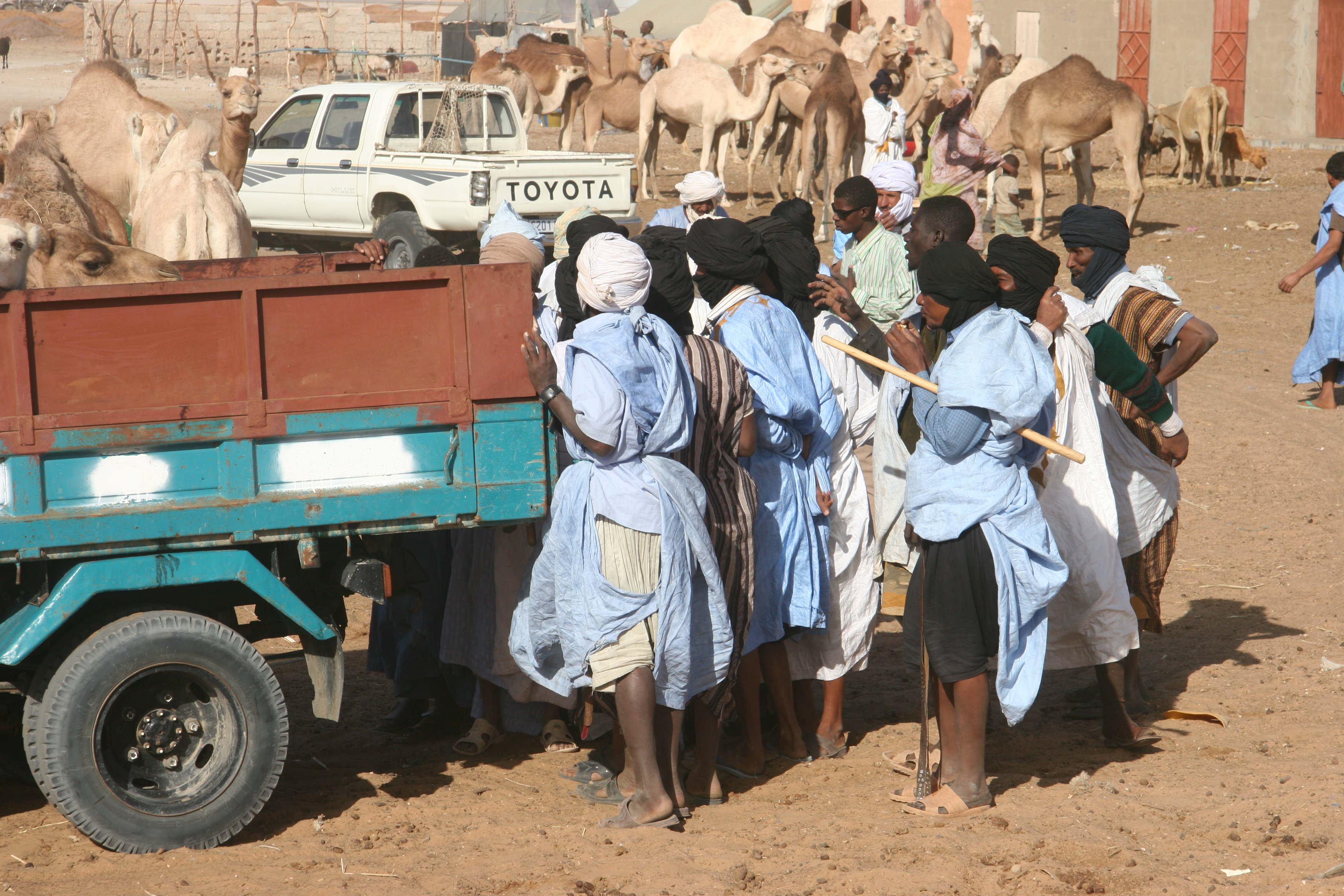
流動市集趕集
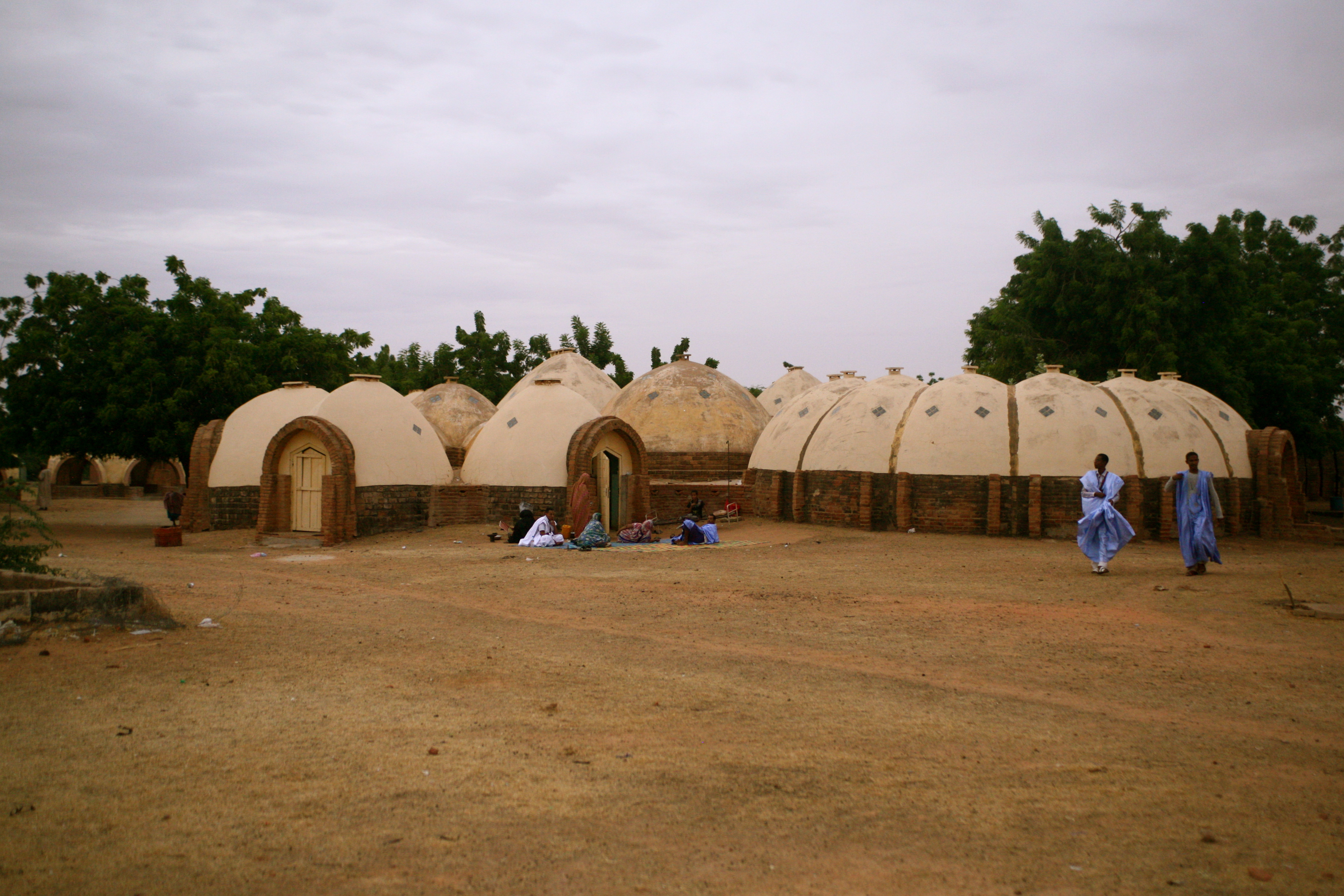
東胡德省農村醫院